# Palaeochiropteryx
Palaeochiropteryx és un gènere de ratpenats extints de la família dels paleoquiropterígids. Se n'ha trobat fòssils al jaciment de Messel, a Alemanya. Les seves ales eren més primitives i menys desenvolupades que les dels ratpenats actuals, però l'examinació dels ossos de l'orella indica que tenien una forma primitiva d'ecolocació.